# ケビン・アシュトン

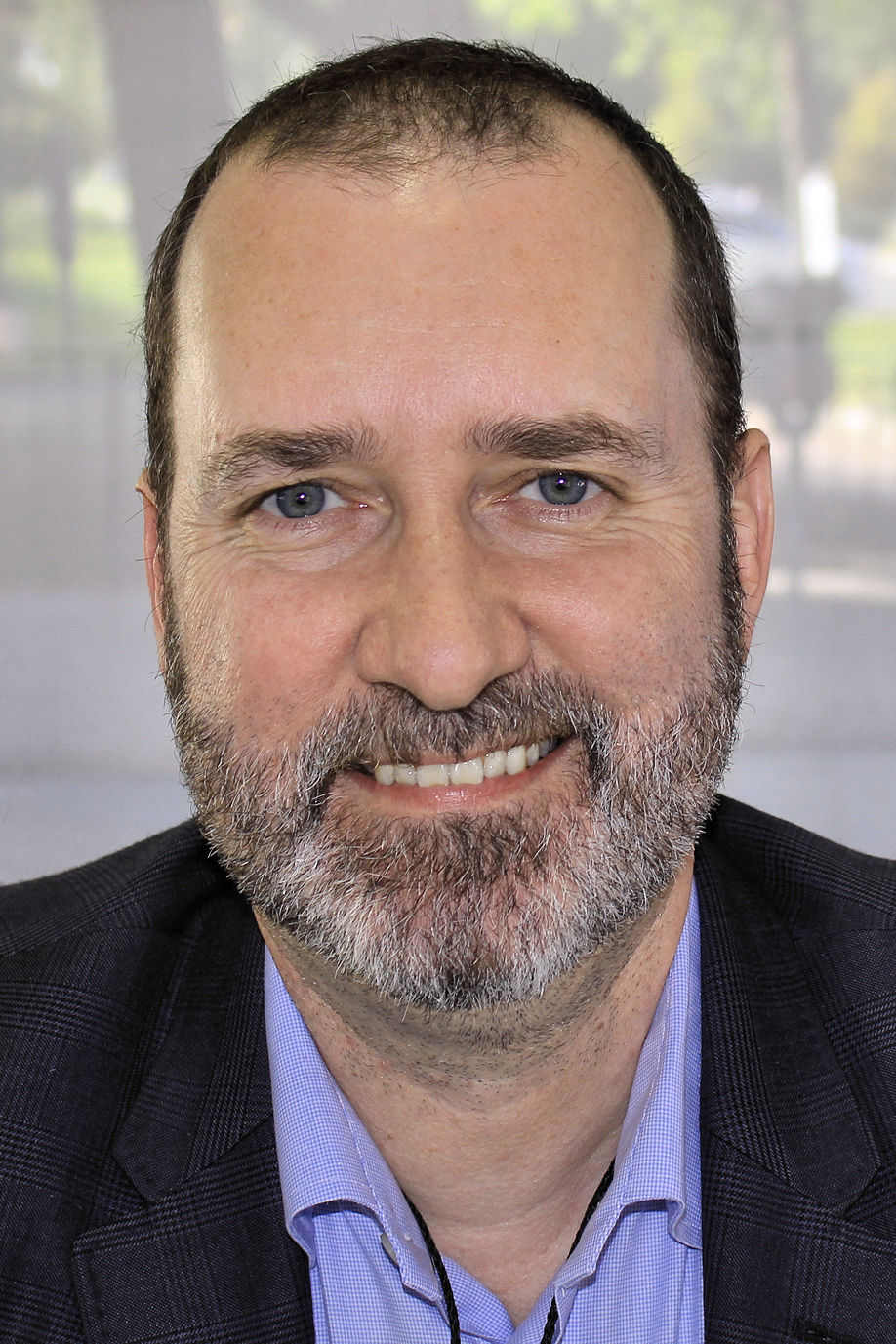
ケビン・アシュトン

ケビン・アシュトン(Kevin Ashton、1968年-)は、イギリスの技術者で、RFIDやその他のセンサの国際標準を確立したマサチューセッツ工科大学(MIT)のAuto-IDラボの共同設立者である。ユビキタスセンサを通してインターネットが物理世界を繋ぐシステムをInternet of Things（モノのインターネット）と名付けたことで知られる。
アシュトンはバーミンガムで生まれ、1990年から1994年までユニヴァーシティ・カレッジ・ロンドンに通った。1997年からプロクター・アンド・ギャンブルで働き、アシスタントブランドマネージャーを務めた。この時に、RFIDを用いたサプライチェーンの管理に関心を持った。そのため、彼はMITに移り、そこでSanjay Sarma、Sunny Siu、David Brockとともに、Auto-IDセンターと呼ばれるRFID研究コンソーシアムの立ち上げに携わった。このセンターは、RFIDシステムの国際オープン標準策定を目指す、産業界の出資する研究プロジェクトとして1999年に開設した。アシュトンはエグゼクティブディレクターとなった。Siu、後にSarmaは、リサーチディレクターとなった。アシュトンとSarmaのリーダーシップにより、スポンサーの数は103に増え、世界中の大きな大学にラボが設立された。システムが開発されると、MITはそれを非営利の標準化組織GS1にライセンスし、プロジェクトは成功を収めた。ラボは、Auto-IDラボと改名し、研究を継続した。
アシュトンは起業家として、Shwetak Patelらとともに、環境保全技術を扱うスタートアップのThingMagic、エネルギーセンシングを扱うEnerNOC (NASDAQ:ENOC)とZensiを立ち上げた。Zensiは2010年4月にベルキン・インターナショナルに買収された。アシュトンはその後、Belkin WeMoホームオートメーションシステムを開発した。RFID JournalやMedium and Quartzに記事を書き、2015年にはランダムハウスからHow to Fly a Horseという著書を出版した。この本は、2016年1月に800-CEO-READの"ベストビジネス書"を受賞した。
2013年4月、アシュトンはQuartz誌の論文で、Santiago Swallowという架空の人物を創造した。「想像自己」を専門とするメキシコ人のソーシャルメディアの達人で、9万人の有償Twitterフォロワーとwikipediaの記事を獲得した。Swallowの想像は、Twitterフォロワーの多さと信頼性は無関係であることを示す試みであった。